# Thecla zurkvitzi
Thecla zurkvitzi är en fjärilsart som beskrevs av William Schaus 1902. Thecla zurkvitzi ingår i släktet Thecla och familjen juvelvingar. Inga underarter finns listade i Catalogue of Life.